# Onthophagus naviculifer
Onthophagus naviculifer là một loài bọ cánh cứng trong họ Bọ hung (Scarabaeidae).